# Tephronia minutaria
Tephronia minutaria är en fjärilsart som beskrevs av Turati 1934. Tephronia minutaria ingår i släktet Tephronia och familjen mätare. Inga underarter finns listade i Catalogue of Life.